# Пони (округ, Оклахома)
Округ По́ни  (англ. Pawnee County) — округ в штате Оклахома (США). Население округа на 2000 год составляло 16 612 человек. Административный центр округа — город Пони.

## География
Округ имеет общую площадь 1541 км², из которых 1474 км² приходится на сушу и 65 км² (4,27 %) на воду.

### Основные автомагистрали
- Автомагистраль 64
- Автомагистраль 412

### Соседние округа
- Осейдж (север)
- Талса (юго-восток)
- Крик (юг)
- Пейн (юго-запад)
- Нобл (запад)

### Населённые пункты
| - Блэкберн - Кливленд - Холлетт - Дженнингс | - Манфорд - Марамек - Мул-Барн - Ок-Гров | - Пони - Куэй - Ролстон - Шейди-Гров | - Скеди - Терлтон - Уэстпорт |